# Saison 3 d'Alerte Cobra
Chronologie
Saison 2 Saison 4
Cet article présente le guide des épisodes la troisième saison de la série télévisée Alerte Cobra.

## Distribution

### Acteurs principaux
- Erdoğan Atalay : Sami Gerçan (inspecteur)
- Mark Keller : André Fux (inspecteur)

### Acteurs récurrents
- Charlotte Schwab : Anna Angalbert (chef de service)
- Carina Wiese : Andréa Schäffer (secrétaire)
- Dietmar Huhn : Henri Granberger (brigadier)
- Gottfried Vollmer : Boris Bonrath (brigadier)
- Irmelin Beringer : Jeannette (propriétaire d'un bar-restaurant) - épisodes 16, 17, 19 et 21.

## Diffusion
En Allemagne, la saison a été diffusée du 14 octobre au 2 décembre 1997, sur RTL Television. 
En France, la saison a été diffusée du 29 mars au 4 mai 1999 sur TF1.

## Épisodes

### Épisode 1:Collision
- Allemagne : 14 octobre 1997 sur RTL Television
- France : 29 mars 1999 sur TF1

- Mario Irrek : Günzi
- Roman Knizka : Tom Ambruster
- Frank Giering : Hans-Joachim Schneider
- Teo Gostischa : Sebastian Paschke
- Sonja Kerskes : Beate

### Épisode 2:Révision générale
- Allemagne : 21 octobre 1997 sur RTL Television
- France : 30 mars 1999 sur TF1

- Manfred Andrae : Willy
- Thomas Kretschmann : Robert Michalke
- Andreas Schmidt-Schaller : Günther Gerbroff
- Robert Viktor Minich : Jürgen Brecker
- Susanne Lüning : Linda Michalke

### Épisode 3:La taupe
- Allemagne : 28 octobre 1997 sur RTL Television
- France : 1er avril 1999 sur TF1

- Sven Martinek : Sam Fellhauer
- Jochen Senf : Sebastian Meffert
- Guido Bösherz : Toni
- Miriam Horwitz : Kim
- Janette Rauch : Sonja

### Épisode 4:Panne de freins
- Allemagne : 11 novembre 1997 sur RTL Television
- France : 2 avril 1999 sur TF1

- Lutz Herkenrath : Midding
- Mey Lan Chao : Li
- Maverick Quek : Phong La
- Phuc-Vinh Phan : Van Zhi
- Michael Hornig : Heinz-Rudolf Melzig

### Épisode 5:Vengeance amère
- Allemagne : 18 novembre 1997 sur RTL Television
- France : 3 mai 1999 sur TF1

- Max Tidof : Lennart Nielsen
- Alexander Wikarski : Rossmann
- Ramadan Nazer : Cherik
- Frank Ciazynski : Kurt
- Michael Krause : Niemeyer

### Épisode 6:Les pillards
- Allemagne : 2 décembre 1997 sur RTL Television
- France : 4 mai 1999 sur TF1

- Thomas Bestvater : Müller
- Vladimir Weigl : Stelea
- Marte von Have : Biggi Smeller
- Thomas Haydn : John
- Franz Viehmann : Förster